# ムアンルーイ郡
座標: 北緯17度29分6秒 東経101度43分48秒 / 北緯17.48500度 東経101.73000度
ムアンルーイ郡（ムアンルーイぐん）は、タイ東北部・ルーイ県の郡（アムプー）。同県の県庁所在地（ムアン）でもある。

## 名称
ルーイには「通り過ぎる」という意味がある。この名前は地元を流れるルーイ川から来ている。

## 歴史
元々はルーイ県の郡の一つでチャクリー改革時の1897年に設置された。最初は、郡庁のあるタムボンの名前をとってクットポーン郡（アムプー）と呼ばれたが、その後、県の名前をとってルーイ市（アムプームアン）となった。

## 地理
市街地はルーイ川の形成した平地にある。郡内の主な水源もルーイ川である。
交通はルーイ空港がある。また、国道201号線が南北に通っており、南にチュムペー方面、北にチエンカーン方面とつながっている。2138号線が東に延びており、ナードゥワン方面と、203号線が西に延びており、ロムサック方面とつながっている。

## 経済
主な産業は農業であり、コメ、トウモロコシ、ジュズダマ、パラゴムノキ、パイナップルなどが生産されている。

## 行政区分
郡は14のタムボンに分かれ、さらにその下位に130の村（ムーバーン）がある。自治体（テーサバーン）があり、以下のようになっている。
- テーサバーンムアン・ルーイ・・・タムボン・クットポーン全体
- テーサバーンタムボン・ナーオー・・・タムボン・ナーオーの全体
- テーサバーンタムボン・ナムスワイ・・・タムボン・ナムスワイの一部

また、郡内には13のタムボン行政体（オンカーンボーリハーンスワンタムボン）がある。
1. タムボン・クットポーン・・・ตำบลกุดป่อง
2. タムボン・ムアン・・・ตำบลเมือง
3. タムボン・ナーオー・・・ตำบลนาอ้อ
4. タムボン・コックドゥー・・・ตำบลกกดู่
5. タムボン・ナムマーン・・・ตำบลน้ำหมาน
6. タムボン・シアオ・・・ตำบลเสี้ยว
7. タムボン・ナーアーン・・・ตำบลนาอาน
8. タムボン・ナーポーン・・・ตำบลนาโป่ง
9. タムボン・ナーディンダム・・・ตำบลนาดินดำ
10. タムボン・ナムスワイ・・・ตำบลน้ำสวย
11. タムボン・チャイヤプルック・・・ตำบลชัยพฤกษ์
12. タムボン・ナーケーム・・・ตำบลนาแขม
13. タムボン・シーソーンラック・・・ตำบลศรีสองรัก
14. タムボン・コックトーン・・・ตำบลกกทอง